# 4777 Аксьонов
4777 Аксьонов (1976 SM2, 1979 OQ15, 1989 UX2, 4777 Aksenov) — астероїд головного поясу, відкритий 24 вересня 1976 року.
Тіссеранів параметр щодо Юпітера — 3,674.